# Joaquín María Belda
Joaquín María Belda Ibáñez (Valencia, 19 de abril de 1839 - Valencia, 21 de febrero de 1912) fue un arquitecto español, autor de varios edificios públicos y estaciones de ferrocarril en el área valenciana. 

## Biografía
Influenciado por la corriente historicista y romántica propia de finales del siglo XIX, desarrolló gran parte de su vida profesional en la provincia de Valencia. Fue formado en la Academias de San Carlos (1856) y San Fernando obtuvo el título en la de Madrid en el año 1869. Ejerció como catedrático en la Escuela de Ingenieros Agrónomos de Valencia, siendo en 1872 nombrado Arquitecto Provincial de la ciudad. Al final de sus días ejerció como presidente de Real Academia de San Carlos. 
Perteneciente a una familia de arquitectos. De la vida de Joaquín se sabe que recibió formación como arquitecro en la Academias de San Carlos (1856) y San Fernando obtuvo el título en la de Madrid en el año 1869. Una de sus primeras obras es la Casa de Beneficencia (1876). Realizó obras de restauración en el Teatro Principal de Valencia en 1877. La obra por la que es más conocido es la Cárcel Modelo de Valencia (1887-1903).

## Obras
- Casa de Beneficencia (1876).

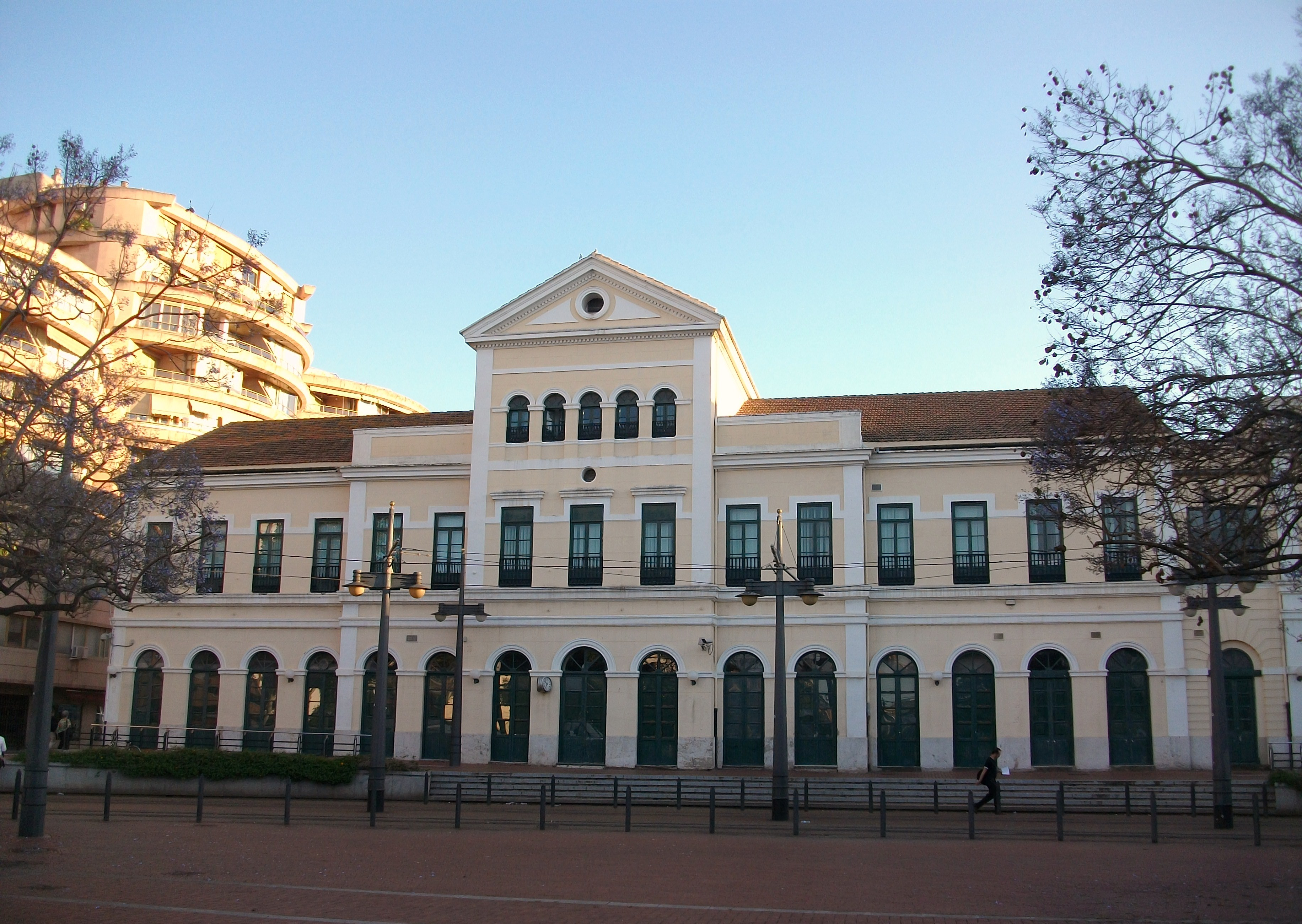
La estación de Santa Mónica o del Puente de Madera (Pont de Fusta) obra de Joaquín María Belda del 1892.

- Teatro Principal de Valencia, obras de restauración en 1877.
- Colegio Notarial de Valencia (1883).
- Cárcel Modelo de Valencia (1887-1903).
- Estación de Pont de Fusta (1892).
- Estación de Valencia-Alameda (1902).[3]